# اندرزیو-بوتیون
اندرزیو-بوتیون (به فرانسوی: Andrézieux-Bouthéon) یک کمون در فرانسه است که در canton of Saint-Galmier واقع شده‌است. اندرزیو-بوتیون ۱۶٫۲۸ کیلومتر مربع مساحت دارد ۳۶۷ متر بالاتر از سطح دریا واقع شده‌است.

## خواهرخوانده
شهرهای مایا، پرتغال و نوی-ایزنبورگ خواهرخوانده‌های اندرزیو-بوتیون هستند.